# لويس-دو دو لينكوزا
لويس-دو دو لينكوزا (بالفرنسية: Louis-Do de Lencquesaing)‏ هو مؤدي وكاتب سيناريو ومخرج وممثل فرنسي، ولد في 25 ديسمبر 1963 بباريس في فرنسا.

## أعمال

### أفلام
- (2005) مخفي[5]
- (2011)  ذكريات من منزل الدعارة[6]
- (2011) إيليس
- (2011) بوليس[7]
- (2016) مرسيليا

## وصلات خارجية
- لويس-دو دو لينكوزا على موقع IMDb (الإنجليزية)
- لويس-دو دو لينكوزا على موقع قاعدة بيانات الأفلام العربية
- لويس-دو دو لينكوزا على موقع ألو سيني (الفرنسية)
- لويس-دو دو لينكوزا على موقع أول موفي (الإنجليزية)
- لويس-دو دو لينكوزا على موقع قاعدة بيانات الأفلام السويدية (السويدية)
- لويس-دو دو لينكوزا على موقع قاعدة بيانات الفيلم (الإنجليزية)
- لويس-دو دو لينكوزا على موقع كينوبويسك (الروسية)